# Jawor-Kolonia
Jawor-Kolonia – wieś w Polsce, położona w województwie łódzkim, w powiecie opoczyńskim, w gminie Mniszków.
Wierni Kościoła rzymskokatolickiego należą do parafii Najświętszego Serca Jezusowego w Zajączkowie.

## Położenie
W latach 1975–1998 miejscowość administracyjnie należała do województwa piotrkowskiego.

## Integralne części wsi
| SIMC    | Nazwa    | Rodzaj    |
| ------- | -------- | --------- |
| 0545981 | Na Górce | część wsi |

## Historia
Miejscowość Jawor Kolonia powstała w XIX wieku na gruntach miejscowego folwarku, tuż obok Jaworu, miejscowości której historia sięga 1221.
Podczas II wojny światowej o mieszczący się tu bunkier toczyły się zacięte walki. W wyniku walk poległ polski partyzant o ps "Ryś". Z inicjatywy Eugeniusza Kwiatkowskiego na początku lat 90. XX wieku wystawiono obelisk, upamiętniający potyczkę polskich partyzantów z Niemcami. Na obelisku znajdują się dokładne informacje o tym wydarzeniu.